# Generál admirál
Generál admirál či admirál generál byla námořní hodnost užívána ve více námořnictvech.

## Německo

Vlajka německého generál admirála

Hodnost Generaladmiral se používala v systémů hodností nacistické Kriegsmarine. Byla druhou nejvyšší hodností, mezi hodnostmi Admiral (admirál) a Großadmiral (velkoadmirál), odpovídala hodnostem Generaloberst (generálplukovník) ve Wehrmacht, respektive Luftwaffe. Nosil na náramenících tři stříbrné hvězdy a na rukávech jeden široký admirálský pruh s třemi užšími proužky nad ním (ve zlatě). Prvním generál admirálem v Kriegsmarine byl jmenován pozdější velkoadmirál Erich Raeder, a to 20. dubna 1936.

### Němečtí generál admirálové
- Erich Raeder – 20. duben 1936
- Conrad Albrecht – 1. duben 1939
- Alfred Saalwächter – 1. leden 1940
- Rolf Carls – 19. červenec 1940
- Karl Witzell – 1. duben 1941
- Hermann Boehm – 1. duben 1941
- Otto Schultze – 31. srpen 1942
- Wilhelm Marschall – 1. únor 1943
- Otto Schniewind – 1. březen 1944
- Walter Warzecha – 1. březen 1944
- Oskar Kummetz – 16. září 1944
- Hans-Georg von Friedeburg – 1. květen 1945

Karl Dönitz tuto hodnost nikdy neobdržel, byl povýšen z admirála přímo na velkoadmirála.

## Rusko
Hodnost генера́л-адмирал v carském válečném námořnictvu odpovídala hodnosti generál polní maršál a byla nejvyšší hodností v celém námořnictvu. Poprvé byla udělena v srpnu 1708 a obdržel ji Fjodor Matvejevič Apraxin. Hodnost zanikla s pádem carství v Rusku v roce 1917. Celkem tuto hodnost získalo jen 6 osob. V listopadu 1796 byla udělena Ivanu Grigorjeviči Černyševu hodnost generála polního maršála loďstva, což byla zcela ojedinělá hodnost na úrovní generál admirála.
K ruským generál admirálům jsou počítáni také François Le Fort a Fjodor Alexejevič Golovin. François Le Fort byl (plný) generál pluků nového vzoru a v Druhé azovské kampani velel loďstvu a obdržel hodnost admirála. Snad právě takto vznikla v Rusku hodnost generál admirál. Po smrti admirála Le Forta roku 1699, který měl hodnost generála-komisaře (генерал-комиссар), byl jmenován Golovin generál admirálem loďstva (воинского каравана (флота) генерал-адмиралом).

### Ruští generál admirálové
- Fjodor Matvejevič Apraxin – 1708
- Heinrich Johann Ostermann – 1740
- Michail Michajlovič Golicyn – 1756
- Pavel I. Ruský – 1762
- Konstantin Nikolajevič Romanov – 1831 (v 4 letech)
- Alexej Alexandrovič Romanov – 1883

## Švédsko
I ve Švédsku byla zavedena hodnost generalamiral, a to švédským králem Karlem XI. Speciálním držitelem byl Hans Wachtmeister, jehož hodnost nesla název amiralgeneral.

### Švédští generál admirálové
- Lorentz Creutz – 1675
- Henrik Horn – 1677
- Hans Wachtmeister – 1681
- Henrik af Trolle – 1780
- Carl August Ehrensvärd – 1792
- Johan af Puke – 1812
- Victor von Stedingk – 1818
- Olof Rudolf Cederström – 1823

## Španělsko

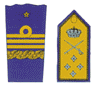
Rukáv a epoleta

Ve španělské Armada de España je hodnost Almirante General druhou největší v námořních silách. Je před Almirante, ale za Capitán General. Odpovídá hodnostem General de Ejército (armádní generál) pro pozemní síly, respektive General del Aire (generál vzdušných sil) pro letectvo.

## Portugalsko
Hodnost Almirante-general byla v portugalském námořnictvu zavedena v rozmezí let 1892–1910. Byla nejvyšší hodností a držel ji jen portugalský král, jakožto nejvyšší velitel válečného námořnictva.

## Nizozemsko
V nizozemském námořnictvu má hodnost generál admirála dlouhou tradici. Byla zavedena v 15. století jako Admiraal-generaal v Republice spojených nizozemských provincií. Byla to nejvyšší hodnost, nositel byl předseda admirality a zároveň velitel nizozemské floty. Prvním generál admirálem byl princ Mořic Nasavský, jmenovaný roku 1588. Většinou byla držena místodržícím provincií (tedy oficiální hlavou státu). V současném nizozemském královském námořnictvu se již nepoužívá.